# Äppelbo distrikt
Äppelbo distrikt är ett distrikt i Vansbro kommun och Dalarnas län. Distriktet ligger omkring Äppelbo i västra Dalarna.

## Tidigare administrativ tillhörighet
Distriktet inrättades 2016 och utgörs av Äppelbo socken i Vansbro kommun.
Området motsvarar den omfattning Äppelbo församling hade vid årsskiftet 1999/2000.

## Tätorter och småorter
I Äppelbo distrikt finns en tätort och två småorter.

### Tätorter
- Äppelbo

### Småorter
- Opsaheden och Tuvheden
- Sälen och Torvallen